# Inversión pronominal
La reversión pronominal o inversión pronominal es un fenómeno lingüístico muy común en niños pequeños, sobre todo en los que tienen algún trastorno del espectro autista. Consiste en que los niños se refieran a si mimos como "él", "ella", "tú", incluso "nosotros" o por su propio nombre en tercera persona.
Está muy relacionado con la ecolalia, porque los niños hablan de sí mismos como oyen que otros les hablan.
Este es un ejemplo de como suelen conversar estos niños:
Padre: "¿Qué estás haciendo?"
Niño: "Estás jugando"
Padre: "¿Y lo estás pasando bien?"
Niño: "Sí, te estás divirtiendo"
En la mayoría de los casos esto desaparece a la vez que el niños crece y aprende a hablar mejor, aunque en algunos casos puede ser muy resistente y algunos niños necesitan de mucha práctica para dejarlo. En algunos casos amerita terapias.
Se cree que esto comienza en la mente, donde el niño no piensa en sí mismo como "yo" sino como cualquier otro pronombre.